# Таран Юрій Олександрович
 ́Юрій Олекс́андрович Тара́н (23.04.1997 року, с. Ладижинські Хутори, Гайсинський район, Вінницька область, Україна — 18.07.2022 року, м. Торецьк, Донецька область, Україна) — український військовий, капітан, начальник штабу батальйону 72 ОМБр Збройних сил України. Учасник російсько-української війни. Учасник битви за Київ (2022). Лицар ордена Богдана Хмельницького III ступеня та ІІ ступеня посмертно. Позивний «Таран».

## Життєпис
Народився в селі Ладижинські Хутори на Вінниччині. Батько та рідний дядько Юрія також є учасниками АТО.
Військовий шлях Юрій розпочав зі вступу до Тульчинського державного ліцею з посиленою військово-фізичною підготовкою у віці 15 років. У ліцеї відзначають, що Юрій брав активну участь у громадському житті, посідав призові місця з різних видів спорту.
У 2018 році з відзнакою закінчив навчання в НАСВ імені гетьмана Петра Сагайдачного. Паралельно здобув цивільну освіту психолога в Уманському державному педагогічному університеті імені Павла Тичини.

### Бойовий шлях
Одразу після випуску, молодого офіцера-піхотинця призначили командиром механізованого взводу у 72 ОМБр. Разом зі взводом він відбув на виконання завдання в зону ООС в Луганську область. Вже у лютому 2019 року, в 22-річному віці, він очолив роту. Брав участь у боях на Світлодарській дузі, під Попасною, у Золотому, Верхньоторецькому.

Після російського вторгнення до України, підрозділ Тарана захищав Київщину на Броварському напрямку. У лютому — березні піхотинці зупинили прорив противника на Броварському напрямку, знищивши при цьому 3 танки та 15 бойових машин піхоти і захопили трофей — 3 одиниці бойових машин піхоти

«Тут безпосередньо відбувалися бойові дії, противник підходив до зруйнованого мосту. По правий бік мосту видно його бойові машини, які були знищені. Далі по дорозі знищені танки противника, які безпосередньо вели вогонь по нам. Наші військовослужбовці гарно виконували свою роботу. Ми на своїй землі, нам нема за що хвилюватись. А окупант не на своїй землі, він вторгнувся в нашу державу, знаходиться тут незаконно і буде зазнавати втрат і поразок», — розповів Юрій про цей бій журналістам Bihus.Info на лінії фронту, коли Київщина ще була в облозі.
8 липня одну з центральних вулиць Броварів назвали на честь 72-ї бригади ім. Чорних Запорожців , які не дозволили окупанту зайти в місто і піти далі на столицю.
На передовій у боях з російськими окупантами в Київській області Юрію надано військове звання капітан.
Після успішної деокупації Київщини, з 23 квітня командир роти зі своїм підрозділом звільняти від рашистів населені пункти Харківської області.
Коли окупанти під прикриттям артилерії намагалися піти на штурм двома групами, аби закріпитись на українських позиціях, завдяки умілим діям командира роти, який особисто корегував вогонь підрозділів роти та артилерії у бою, противника знищили. Населені пункти області визволили, а загарбника відкинули до державного кордону України.
Відновивши сили, підрозділ далі виконував завдання на Донецькому та Луганському напрямках.

У Врубівці на Луганщині підрозділ Тарана відбивав атаки російського спецназу. Там командир зазнав осколкового поранення ноги, але не покидав позиції. Після цього командира роти підвищили.

Бойовий побратим Юрія, народний депутат VIII скликання Ігор Луценко, який був там разом із ним, написав про нього: «Нашу війну на своїх плечах несуть отакі 25-річні командири середньої ланки. Вони буквально кілька років тому залишили студентську парту, а тепер вирішують долю країни. І тримаються прекрасно. Нічим іншим, як наявністю особливих „генів“ у нашого народу, я це пояснити не можу».

За чотири роки служби в бригаді офіцер жодного разу не брав відпустку. 

«Я командир танкової роти, і працюю з різними командирами піхотних рот. Я їх за цю війну побачив дуже багато. З усіх командирів, з якими я працював — він був кращий. Його дії були на голову вище за інших, це мені стало зрозуміло з першого дня повномасштабної війни. Хоч він був і дуже молодий. Коли ми ходили у бій, він все продумував на 3—5 кроків вперед. Він зберігав життя своїх людей. Коли Юра загинув, ми втратили одного з кращих, країна втратила дуже багато», — розповів побратим Тарана «Фастів».
За особисту мужність, виявлену у захисті державного суверенітету та територіальної цілісності України, самовіддане служінням Українському народу Указом Президента України №472/2022 від 6 липня 2022 року капітана Тарана Юрія Олександровича нагороджено орденом Богдана Хмельницького III ступеня.
Загинув 18 липня 2022 року в місті Торецьк Бахмутського району на Донеччині під час виконання бойового завдання.
Загиблому Герою присвятили щоденну загальнонаціональну хвилину мовчання, започатковану Президентом України на початку повномасштабного російського вторгнення. Коли тіло Юрія Тарана везли на батьківщину, люди в рідній громаді зустрічали його навколішки 10-кілометровим живим ланцюгом.
Залишились батьки, сестра і кохана дівчина.
Іменем Юрія Тарана названо вулиці в його рідному селі Ладидинські Хутори та селі його матері Жерденівка.
31 серпня 2022 року посмертно нагороджений орденом Богдана Хмельницького ІІ ступеня.

## Нагороди
- Орден Богдана Хмельницького II ступеня
- Орден Богдана Хмельницького III ступеня
- Орден князя Костянтина Острозького (2021)
- Медаль «За жертовність і любов до України» від Української православної церкви
- Почесний нагрудний знак  «За досягнення у військовій службі» (30.03.2022)